# Giocasta (astronomia)
Giocasta è un piccolo satellite naturale di Giove scoperto nel 2000 da una squadra di astronomi dell'Università delle Hawaii composta da Scott Sheppard, David Jewitt, Yanga Fernández ed Eugene Magnier e ricevette la designazione provvisoria S/2000 J 3 (indicante che si trattava del terzo satellite di Giove scoperto nel 2000).
Nel 2002, l'Unione Astronomica Internazionale gli ha attribuito il nome di Giocasta (dal greco Ιοκάστη = Iokaste), moglie di Laio, re di Tebe, e madre (poi sposa) di Edipo, secondo la mitologia greca.

## Parametri orbitali
In base ai suoi parametri orbitali, Giocasta è considerato un membro del gruppo di Ananke, costituito dai satelliti naturali di Giove irregolari caratterizzati da un moto retrogrado attorno al pianeta, da semiassi maggiori compresi fra i 19,3 e i 22,7 milioni di km e da inclinazioni orbitali prossime ai 150° rispetto all'eclittica. Si ritiene che questi satelliti siano il risultato della frammentazione di un asteroide eliocentrico catturato dal pianeta.
Il satellite ha un diametro di circa 5 km e appare di un colore grigio (indici di colore B-V=0,63, R-V=0,36), simile a quello degli asteroidi di tipo C.

Orbite dei satelliti irregolari di Giove. Il gruppo di Ananke è visibile a centro-sinistra.
Inclinazione di alcuni satelliti del gruppo di Ananke in funzione del semiasse maggiore.